# Själevads och Arnäs domsaga
Själevads och Arnäs domsaga var en domsaga i Västernorrlands län. Den bildades 1901 när Norra Ångermanlands domsaga upphörde. Den uppgick 1930 i Ångermanlands norra domsaga.
Domsagan lydde  under Svea hovrätt. 
I domsagan fanns
- Själevads tingslag till 1906
- Arnäs tingslag till 1906
- Själevads och Arnäs domsagas tingslag från 1906